# Duvensee
Duvensee ist eine Gemeinde im Kreis Herzogtum Lauenburg in Schleswig-Holstein.

## Geschichte
Der Name Duvensee wurde abgeleitet von dem altsächsischen Wort dûvâ oder dem niederdeutschen Wort duuf. Die hochdeutsche Übersetzung der beiden Wörter lautet Taube. Duvensee bedeutet also Taubensee.
Das Duvenseer Moor, das aus dem ehemals 4,3 km² großen, nach und nach verlandeten und im 19. Jahrhundert trockengelegten Duvensee entstand, ist seit 1924 bekannt für die mittelsteinzeitlichen mesolithischen Wohnplätze. Die Wohnplätze gehören zu den wichtigsten Archiven dieser Zeit und geben Aufschluss über die Entwicklung von Ernährung, Handwerk, Siedlungsweise und Landschaftsnutzung zu Beginn des Holozäns. 1925 wurden bei Ausgrabungen im Moor Jagdgeräte aus dem Mesolithikum gefunden. Aufgrund des Fundortes werden derartige Gegenstände aus der Zeit der Duvensee-Gruppe zugeordnet. Unter den Funden der Ausgrabungen von 1926 befand sich auch der Paddel von Duvensee, der zweitälteste Fund eines Paddels weltweit, der etwa 6300 v. Chr. im Einsatz war. Im Oktober 2022 wurde hier „die bisher älteste Grabstätte Norddeutschlands“ entdeckt, eine Brandbestattung, die vor ca. 10.500 Jahren am Rande des Duvenseer Moors angelegt wurde.
Die erste schriftliche Erwähnung des Dorfes „Duvense“ stammt von 1230 und befindet sich im Ratzeburger Zehntregister. Um 1240 gehörte Duvensee und der See den Herren von Ritzerau. Ab 1300 nannte sich ein Zweig derer von Ritzerau „von Duvense“. Das Wappen des Gerlactus von Duvense von 1336 wurde zum Teil in das Gemeindewappen übernommen. 1359 erfolgte die letzte urkundliche Erwähnung derer von Duvense. Danach wurde Duvensee zum Handelsobjekt und mehrmals verpfändet und verkauft. Ab Anfang 1400 gehörte eine Hälfte des Dorfes und des Sees der Hansestadt Lübeck, während die andere Hälfte weiterhin den Herzögen von Lauenburg gehörte.
Die Grenzen waren sehr unklar, da sechs Bauernstellen an Lübeck abgetreten wurden. So konnte es geschehen, dass bei Mord innerhalb eines Hauses Lübeck zuständig war, fiel der Tote aber mit dem Kopf auf die Straße, war es das Lauenburger Gericht. Ein Grenzstreit über das Jagdrecht in Duvensee zwischen Lübeck und dem Herzogtum ging zwischen 1565 und 1591 bis vor das Reichskammergericht in Speyer.
350 Jahre war Duvensee ein geteiltes Dorf mit zwei Bürgermeistern. Zwei Gastwirte durften Branntwein und Bier nur an die jeweiligen Untertanen verkaufen. Erst durch den Vergleich von 1747 wurde der Lübecker Teil zurückgegeben und ganz Duvensee ging mit dem Amt Steinhorst an Hannover. 1780 wurde die Verkoppelung durchgeführt, die Acker-, Wiesen- und Waldflächen wurden neu aufgeteilt, zu größeren Feldern zusammengefasst und begradigt. Um mehr Wiesenland zu haben und den Torfstich auf dem Moor zu ermöglichen, begann 1773 die erste Trockenlegung des Duven-Sees durch den Bau eines Kanals zum Bergrader Teichbach. Die endgültige Trockenlegung geschah 1850 durch Vertiefung des Kanals. 1855 bestand das Dorf Duvensee aus vier Vollhufen, einer Dreiviertelhufe, neun Halbhufen, drei Großkaten, sechs Kleinkaten, neun Anbauerstellen und eine Holz- und Moorvogtswohnung. Duvenseer Wall bestand aus fünf ausgebauten Anbauerstellen, zwei Vollhufen, eine Dreiviertelhufe, drei Viertelhufen und drei Achtelhufen. Duvensee hatte eine Schule, eine Schmiede und ein Wirtshaus.
Die Gemeinde Bergrade wurde am 1. April 1939 in Duvensee eingegliedert. Duvensee war bis 1948 Sitz des gleichnamigen Amtes. Die Gemeinde Duvensee besteht aus den drei Ortsteilen Duvensee, Duvenseer Wall und Bergrade.

## Politik

### Gemeindevertretung
Bei der Kommunalwahl am 14. Mai 2023 wurden insgesamt zehn Sitze vergeben. Von diesen erhielt die Allgemeine Aktive Wählergemeinschaft fünf Sitze, die Freie Wählergemeinschaft Duvensee drei Sitze und die Allgemeine und unabhängige Duvensee-Bergrader Wahlgemeinschaft zwei Sitze.

### Wappen
Blasonierung: „Unter einer erhöhten, gestürzten blauen Spitze, die mit einer nach links fliegenden silbernen Taube belegt ist, von Silber und Rot siebenfach schräg geschacht.“

## Auszeichnungen

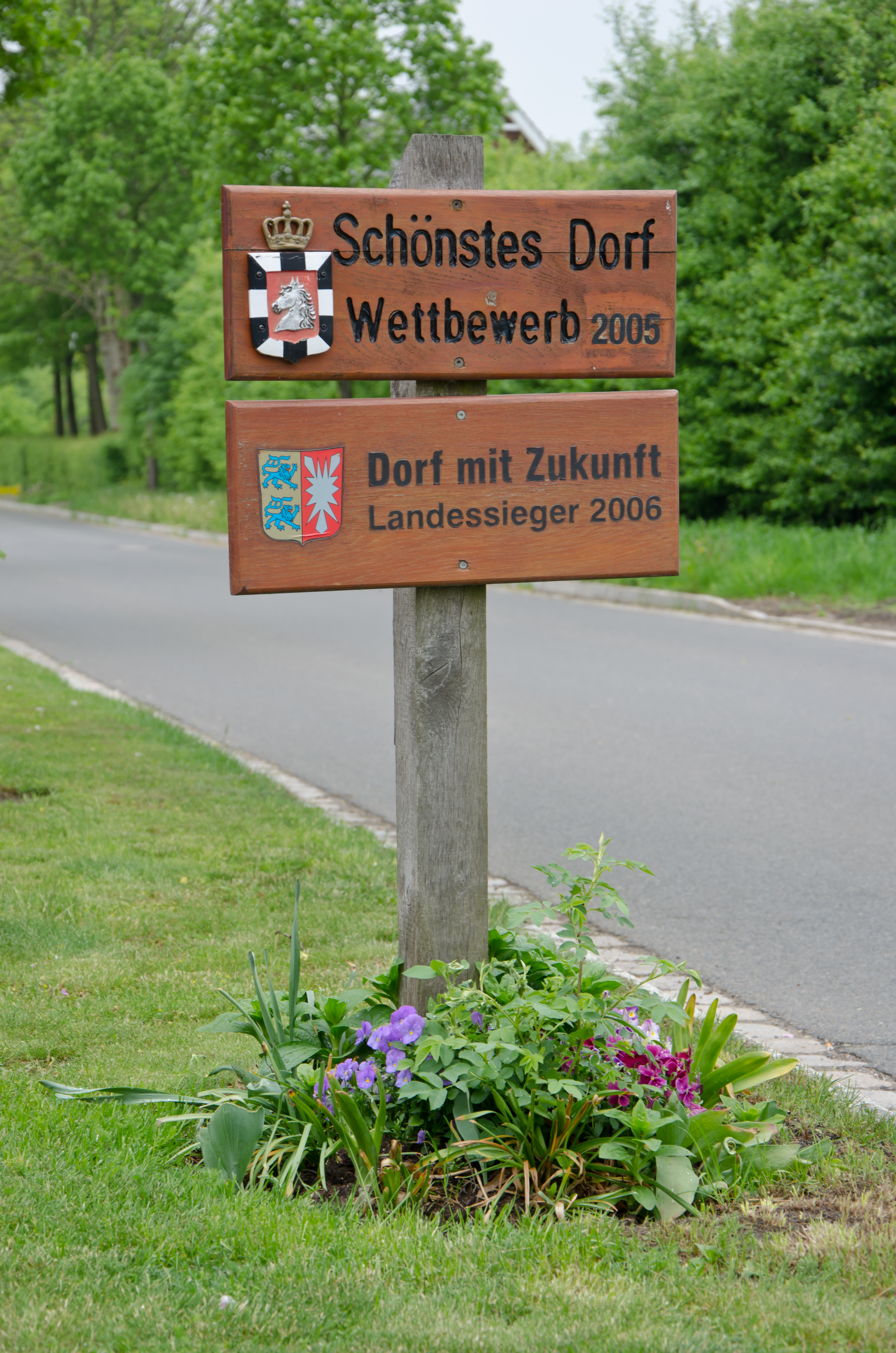
Duvensees Auszeichnungen

- 2005 Kreissieger beim Kreis-Wettbewerb Schönstes Dorf
- 2006 Landessieger beim schleswig-holsteinischen Landeswettbewerb Unser Dorf hat Zukunft
- 2007 Silbermedaille im Bundeswettbewerb Unser Dorf hat Zukunft[11], aufgeführt in der Liste der Sieger im Bundeswettbewerb Unser Dorf hat Zukunft

## Freizeit
- Bereits seit 1924 kann urkundlich die Existenz eines Duvenseer Reitervereins nachgewiesen werden. Der Reit- und Fahrverein Duvensee wurde am 19. Dezember 1988 in seiner jetzigen Form begründet.
- Im ehemaligen Altenteilerkaten aus dem Jahre 1827 im Ortsteil Bergrade befindet sich seit 2005 das Café uppen Barg. Im Jahre 2006 ging dann die dazugehörige Swingolf-Anlage in Betrieb. SwinGolf Bergrade war die erste Anlage dieser Art in Schleswig-Holstein.